# SpVgg 1896 Liegnitz
Die Spielvereinigung 1896 Liegnitz, kurz „SpVgg 1896 Liegnitz“ war ein deutscher Fußballverein aus dem niederschlesischen Liegnitz, der bis 1937 existierte.

## Geschichte
Der SpVgg 1896 Liegnitz entstand 1924, als sich im Zuge der von den Dachverbänden angeordneten „reinlichen Scheidung“ die Fußballabteilung des ATV Liegnitz vom Turnverein abspaltete und einen selbstständigen Verein gründete. Die Verselbstständigung brachte für die Fußballer, die jetzt in blauen Hemden und weißen Hosen zu ihren Wettspielen antraten, eine Reihe von Problemen mit sich. Die größte Schwierigkeit bereitete die Platzfrage, denn die bisherige Spielstätte, der Jahn-Sportplatz am Schützenhaus, gehörte dem Turnverein und stand somit nicht mehr zur Verfügung. Der Verein musste notgedrungen für teures Geld einen neuen Platz weit draußen an der Jauerstraße, hinter dem Kreiskrankenhaus, pachten. Das Gelände war zunächst nichts anderes als eine Kiesgrube, die erst – mit hohen Kosten – spielfähig gemacht werden musste. Hinzu kamen noch die laufenden Kosten, so dass der Verein Schulden machen musste, um überhaupt den Spielbetrieb aufnehmen zu können.
Wenigstens fußballerisch schien die Spielvereinigung 1896 nach einer kurzen Durststrecke an die früheren Erfolge anknüpfen zu können. In der Saison 1925/26 holte man sich wieder den niederschlesischen Titel, landete aber in der Südost-Meisterschaft unter „ferner liefen“. Aber dieser Titelgewinn erwies sich als Strohfeuer. Die Spielvereinigung kickte zwar weiter in der niederschlesischen Spitze mit, aber zu höheren Ehren sollte es für lange Zeit nicht mehr reichen. Allerdings hatte dieser sportliche Niedergang weniger mit der Trennung vom ATV zu tun. Vielmehr waren neue und starke Gegner in Liegnitz und anderen niederschlesischen Orten aufgekommen. Natürlich fand ab 1933 auch die neue Gauliga Schlesien ohne die 96er statt – mit der Auswirkung, dass die längst noch nicht abbezahlten Schulden für den nunmehr unterklassigen Club nicht mehr zu stemmen waren. Der Konkurs war absehbar.
Die „Rettung“ war 1937 der erneute Zusammenschluss mit dem Turnverein, jetzt als „Turn- und Sport-Verein Liegnitz“, kurz „Tuspo Liegnitz“, aus dem später die NSTG Liegnitz wurde.

## Erfolge
- Niederschlesischer Meister und Teilnehmer an der Südostendrunde: 1925/26